# Belinha Silva
Nair José da Silva, conhecida artisticamente como Belinha Silva (Rio de Janeiro, ) foi uma cantora brasileira.  Interpretava principalmente músicas folclóricas.
Iniciou a carreira artística cantando na Rádio Guanabara, num programa de calouros. Atuou depois na Rádio Tupi. Na primeira metade da década de 1950 foi uma das cantoras contratadas pela Rádio Nacional, onde estreou em 1948 no programa Alma do Sertão, apresentado por Renato Murce. Gravou um total de 14 discos em 78 rpm.

## Discografia
- Já chorei por você
- Tô jogado fora
- Eu vou pro Bola
- Não ser mãe
- Cuidado papai
- Oia o jeito